# Quận 6
Quận 5 (Nederlands: District 6) is een van de negentien quận van Ho Chi Minhstad. Quận 5 ligt in het centrum van Ho Chi Minhstad. De Chinese buurt Chợ Lớn strekt uit over Quận 6.

## Bestuurlijke eenheden
Quận 6 is onderverdeeld in meerdere bestuurlijke eenheden, Phường genaamd.
- Phường 1
- Phường 2
- Phường 3
- Phường 4
- Phường 5
- Phường 6
- Phường 7
- Phường 8
- Phường 9
- Phường 10
- Phường 11
- Phường 12
- Phường 13
- Phường 14